# カジカ (漫画)
『カジカ』は、鳥山明による日本の少年漫画。『週刊少年ジャンプ』（集英社）において、1998年32号から同年44号まで連載された。

## 概要
鳥山明の作品『COWA!』と同様に『ドラゴンボール』終了後、短期集中連載で描かれた作品。鳥山は自分1人のペースでできるので、できるだけ1人で仕事をするようにしているが、疲れるので本作のように12回ぐらいが限界だと語っている。
2014年4月に本作のコミックスが重版された際の新規帯で、鳥山は「『ドラゴンボール』の反動でとても地味な作品ではありますが、ボクはこういうのがスキなのであります」とコメントしている。
作中の台詞によると文明が無くなった世界であり、銃や飛行機は非常に貴重な存在だとされている。そのほか、テレビや自動車も存在している。登場する通貨単位は「ドン」。

## あらすじ
幼い頃、遊び半分でキツネのギギを殺した少年・カジカは、その代償としてギギから呪いを受ける。「呪いを解くには、千の命を救わなければならない。」と、死んで霊となったギギからそう教えられたカジカは、仕方なく旅に出た。
それから5年、呪いが解けるまであと10の命というところまできたカジカは、ギャングに襲われている少女・ハヤを助ける。彼女はロンロン島の研究所から絶滅寸前の竜のタマゴを盗み出したギャング・ギバチ一味から竜のタマゴを盗み返したプロの泥棒だった。彼女にその強さを買われたカジカは、絶滅寸前の竜のタマゴを預かり、タマゴを狙う悪党からタマゴを護りながらロンロン島を目指すことになる。

## 登場人物
カジカ
本作品の主人公。不思議な力を持つカワ族の出身。幼い時はどうしようもない悪童で、罪の無いキツネ「ギギ」を殺したことから、ギギに呪われてキツネの尻尾と耳を持つ身体となった。その結果、自身が持っていた驚異的な力は失ったが、代わりに鼻と耳がキツネ並みによくなった。生き物を1000匹助けると呪いが解けるため、生き物を助けながら旅をしている。お金がなくなると賞金首を捕まえて旅費を稼いでいるため、世界の一流賞金稼ぎカタログに超A級賞金稼ぎとして記載されている。あっけらかんとした性格の持ち主で、ギギの教育もあって人がいい。大食漢。
ギギ
カジカに殺されたキツネの霊。カジカに人としての基本道徳から教えた育ての親でもある。カジカの旅に同行する。カジカが1000匹の生き物を助けたとき、キツネの姿に戻ることができる。不可思議な術を修めるほど長い時を生きており、やや説教臭いがカジカへの信頼は強い。
ハヤ
お金が大好きな泥棒の少女。そこそこ腕は立つが責任感が無く、非常に利己的だが、仕事を押し付けたカジカの身を心配する程度には、小市民。
イサザ
あらゆる仕事を請け負う、世界一の仕事屋かつ殺し屋。自信家で尊大な態度をとることから、敵も多い。カジカ同様カワ族の出身だが、父親がリーバ人だったため、幼少時に母親と共に追放された。カジカ同様不思議な術が使える。冷徹な人物だが、自分に近い存在であるカジカに興味を持つ。非常に希少な飛行機の所有者でもある。
ドンコ
小柄な情報屋。金に汚い性格の持ち主だが、人のいいところもある。戦闘力は皆無だが、抜け目のなさと飛行機も追いつけないほどの足の速さを武器として立ちまわる。また飛行機への憧れが非常に強く、内部構造などにも詳しいほか、道具さえあれば修理が可能。
ギバチ
ギャングのボス。自己中心的で役に立たない部下は即座に殺す、悪党の中の悪党。究極の力を手に入れるために竜のタマゴを狙っている。おネエ言葉で話すほか、カジカの写真を見て好みというなど、オカマっぽさがある。
念願の竜の血を飲み力を手に入れるが、体は徐々に竜に近づき人間としての心を失い暴走状態になる。圧倒的な力でカジカを追い詰めるが、全てのエネルギーを込めた鷲風で倒され、最後はカジカに悪玉を抜かれて善良な竜として生きることになる。
ユゴイ
ギバチの手下。盗まれた竜のタマゴを取り返すためにハヤを襲っていたところをカジカに邪魔され、悪玉を抜かれて善人にされる。すっきりした気分となってカジカに礼を言いギバチのもとに戻るが、任務に失敗したためギバチに処刑される。
ブルーギル
カジカが立ち寄った町で出会った賞金40万ドンのおたずね者。罪状は強盗8件、殺人23人。金を稼ごうとしたカジカに倒され保安官に引き渡される。その保安官もブルーギルと通じていた悪人だったが、カジカに悪玉を抜かれ40万ドンを支払った。

## 用語
竜
二足歩行する爬虫類のような有翼生物。ロンロン島に生息していた絶滅危惧種だったが、最後の2頭が大嵐で死んでしまったため、カジカの預かったタマゴが最後の一頭ということになる。生まれたばかりの子供の血液にはドラゴミンという特殊なものが含まれており、その作用で急激に成長することができる。その血を飲んだものに絶大な力を与えるといわれているため、ギバチ一味に狙われている。カラーイラストでは体色は茶色と白。基本的には幼虫（イモムシなど）しか食さない。成熟した個体は不明だが、幼少期は好奇心旺盛なほか甘えん坊な面が見られる。
カワ族
カジカとイサザの出身の民族。黒い髪と目が特徴。不思議な力を使えるものが多数存在したが、火山の噴火に巻き込まれて死に絶えた。
リーバ人
イサザのもう一つの出身民族。その血を引くイサザは、外見が少し違うという理由でカワ族から母親とともに追放された。
悪玉（あくだま）
人の持つ悪い心で、カジカは人の後首部に手を当てることでそれを吐き出させて、悪人を善人に変えることができる。悪玉に触れた人間はその悪に感染してしまうらしく、作中に登場する悪玉の大半は、吐き出された後に消し去られた。
鷲風（しゅうふう）
カジカとイサザが使用する技。掌から目視できない衝撃波を放ち、離れた相手を攻撃できる。消耗が激しく、使いどころが重要となる。カワ族のほとんどはこの技が使える。このほかにもいくつかの術が登場するが、名前のある術はこれのみとなっている。
呪い
カジカにかけられている呪い。前述のように、キツネの尻尾と耳が生えるほか、本来持つ力を押さえられてしまう。代わりに、常人をはるかに超える嗅覚・聴覚が身につく。この呪いを解くためには1000の命を救わなくてはいけないほか、途中で何らかの生物を殺してしまうとカウントが減ってしまう模様（そのため、野宿の際に動物を狩って食事にすることができない）。なお、この呪いをかけた当人であるギギでも、任意で呪いを解くことは不可能。
命の丸薬（いのちのがんやく）
カジカが村を追い出される際に渡された薬。たった1個だけの貴重な薬であり、病気や瀕死の重傷を治す効果がある。

## 副題
1. 呪われたカジカ
2. ギバチの野望
3. カジカとイサザ
4. 第3の男
5. イサザの実力
6. ドンコの作戦
7. カジカのショック
8. ギバチのドラゴンパワー
9. 解けるか!?呪い
10. 決闘!カジカ対ギバチ
11. カジカの迷い
12. やさしいカジカ

## 書誌情報
- 鳥山明 『カジカ』 集英社〈ジャンプ・コミックス〉1999年1月8日発売[集 1]、ISBN 4-08-872658-8